# Фотолабораторія

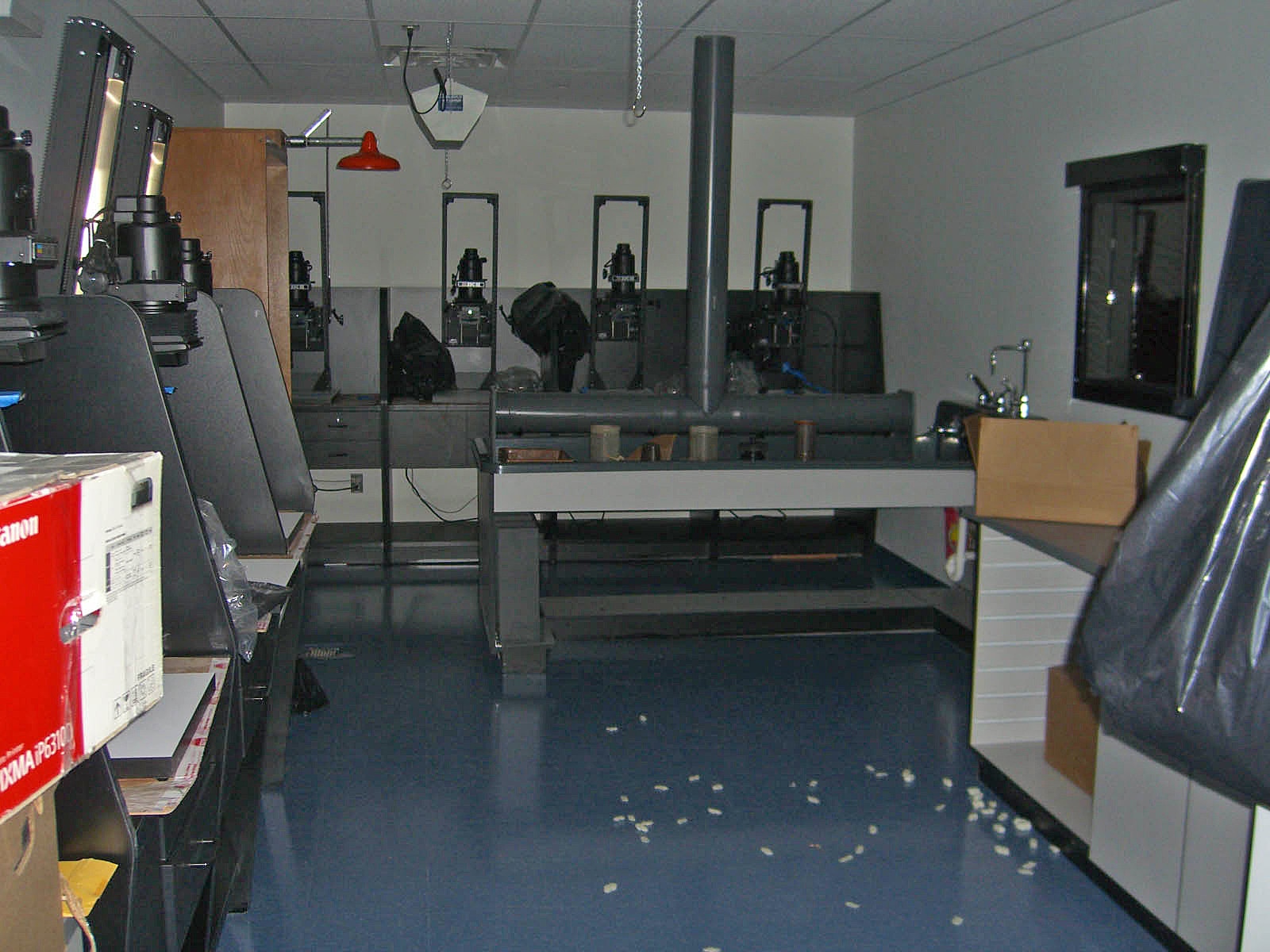
Фотолабораторія у коледжі, як частина фотографічної класної кімнати.

Фотолабораторія, або темна кімната (англ. darkroom) — це кімната, яку можна зробити цілковито темною, тобто ізольованою від будь-якого світла, що дає можливість для опрацювання світлочутливих фотографічних матеріалів, до яких належать фотоплівка та фотографічний папір. Темні кімнати облаштовувались та використовувались від самого заснування фотографії ще на початку XIX століття. Фотолабораторії мають багато різних проявів — від детально розробленого робочого місця, використовуваного Анселем Адамсом, і до переобладнаної карети швидкої допомоги, яку використовував Тімоті О'Салліван. Від початкової обробки й до виготовлення самих фотографій, опрацювання в темній кімнаті забезпечує цілковитий контроль над носієм.
Як наслідок популярності кольорової фотографії поряд зі складністю обробки кольорової плівки (див. процес C-41) та друку кольорових фотознімків, а також із появою технологій спершу Polaroid, а пізніше — цифрової фотографії, популярність та поширеність використання фотолабораторій стали спадати, хоча вони все ще є звичними для коледжів, шкіл та фотостудій багатьох професійних фотографів.
Щодо інших застосувань фотолабораторій, то до них належить, зокрема, використання для неруйнівного контролю (наприклад, при магнітоскопії).

## Обладнання фотолабораторії

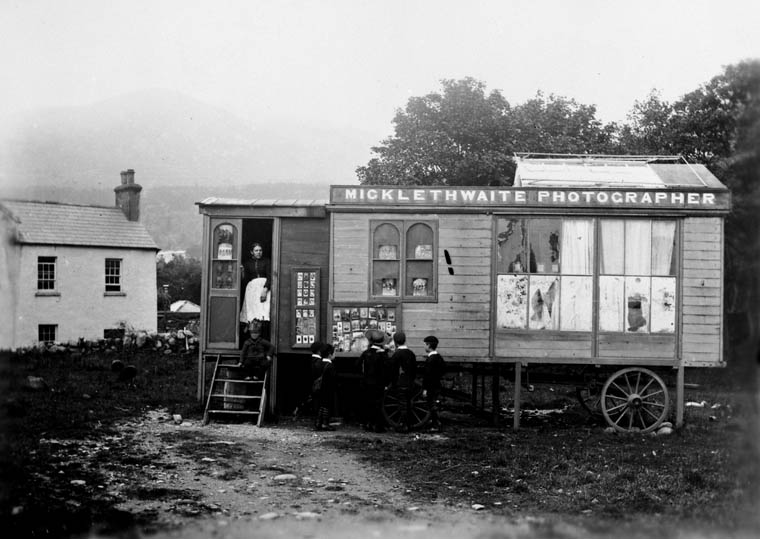
Мобільна фотолабораторія в Ірландії XIX століття. Вологий колодієвий фотографічний процес, який використовувався у фотографії в той період, вимагав, аби зображення було проявлене одразу ж — ще поки фотопластина волога, чим і була спричинена потреба у пересувних фотолабораторіях, таких як оця.

У більшості фотолабораторій для друку фотознімків використовується фотозбільшувач — оптичний пристрій, який працює за принципом слайд-проектора, проектуючи зображення з негатива на поверхню матеріалу, з якого виготовляються фотокартки. Фотозбільшувач також контролює кінцевий фокус зображення, інтенсивність та тривалість світла, необхідного для коректної експозиції. Збільшене зображення з негатива, таким чином, експонується на листок світлочутливого фотопаперу.
При друку чорно-білих фотознімків для освітлення робочого місця зазвичай використовується лампа неактинічного освітлення. Оскільки більшість видів фотопаперу для чорно-білого друку є чутливими виключно до блакитного, або блакитного та зеленого світла, можна спокійно використовувати червоне або бурштинове освітлення без страху «засвітити» фотопапір.
Натомість фотопапір для кольорового друку чутливий до всіх частин видимого спектра, а тому в процесі друку повинен перебувати в цілковитій темряві, аж доки зображення на ньому не буде закріплене остаточно.
До інших застосувань фотолабораторії, зокрема саме як темної кімнати, належать виймання та вкладання у фотокамеру фотоплівки або тримачів плівки, для чого необхідна цілковита темрява, інакше плівку можна зіпсувати. Якщо ж поблизу немає такої кімнати, фотограф може запастися спеціальною світлонепроникною сумкою (changing bag), а саме — невеличкою сумкою із рукавоподібними отворами для рук, розробленою так, аби бути цілковито світлонепроникною та використовуватись для приготування фотоплівки безпосередньо перед експонуванням або проявленням.

### Проявлення та обробка фотознімків
Виконуючи експонування у фотолабораторії, можна змінити деякі світлові значення зображення, як в цілому, так і окремих його частин; найчастіше для цього використовують ефекти «dodge» (зменшення кількості світла, яке спрямовується на певну частину зображення під час експонування — вибірково блокується світло, яке надходить до неї, протягом окремого періоду або всього часу експонування) та/або «burn» (забезпечення додаткового експонування певної частини зображення, шляхом спрямування світла виключно до цієї частини, при цьому блокуючи світло для решти зображення). Фільтри (зазвичай тонкі пластини непрозорого пластику) можуть використовуватись для підвищення або зниження контрасту зображення (різниці між темними та світлими тонами). Після експонування фотопапір, хоча й виглядає таким самим чистим як і до цього, — вже готовий до подальшої обробки.
Фотографи зазвичай розпочинають процес друку фотографій з рулону фотоплівки — із виготовлення контактного відбитка, на якому містяться мініатюрні зображення зі всіх негативів, які надалі використовуються як орієнтир, для того аби вирішити, які саме негативи збільшувати та, відповідно, друкувати. Деякі великоформатні фотографи, такі як Едвард Вестон, виготовляють виключно контактні відбитки для своїх великих (4x5", 5x7", 8x10" або й більших) негативів.
Далі йде обробка фотопаперу, який перед цим піддавався експонуванню. Спершу його занурюють у проявник, зупиняють процес проявлення за допомогою стоп-ванночки, та закріплюють проявлене зображення за допомогою фотографічного фіксатора. Після цього фотокартку промивають для усунення залишків фотографічних хімікатів, та висушують. Також в процесі фотодруку фотографом може бути виконано й багато інших, додаткових кроків, таких як тонування.